# Kenaz
Kenaz (ook wel Kanu of Kauna) is de zesde rune van het oude Futhark. De klank is 'K'. Kenaz is de zesde rune van de eerste Aett. De rune staat voor een brandende fakkel of toorts.

## Karaktercodering
| Unicode Codepoint | U+16b2             |
| Unicode-Name      | RUNIC LETTER KAUNA |
| HTML              | &#5810;            |